# Magnolia (Mississippi)
Magnolia is een plaats (city) in de Amerikaanse staat Mississippi, en valt bestuurlijk gezien onder Pike County.

## Demografie
Bij de volkstelling in 2000 werd het aantal inwoners vastgesteld op 2071.
In 2006 is het aantal inwoners door het United States Census Bureau geschat op 2125, een stijging van 54 (2.6%).

## Geografie
Volgens het United States Census Bureau beslaat de plaats een oppervlakte van
8,5 km², waarvan 8,4 km² land en 0,1 km² water.

## Plaatsen in de nabije omgeving
De onderstaande figuur toont nabijgelegen plaatsen in een straal van 32 km rond Magnolia.